# Institut National des Langues et Civilisations Orientales
El Institut national des langues et civilisations orientales (Instituto nacional de lenguas y culturas orientales), conocido también por sus iniciales (INALCO) o incluso por la abreviatura «Langues O» o «Langues'O» (pronunciado Langzó), es un centro francés de enseñanza superior e investigación dedicado a impartir clases sobre lenguas y culturas de países ajenos al ámbito de la Europa occidental. Su sede principal se halla en París, en el VII arrondissement, aunque está previsto su próximo traslado al XIII.

## Historia
El centro fue fundado inicialmente en 1795 bajo el nombre de École spéciale de Langues orientales (Escuela especial de lenguas orientales), fue conocido como École royale de Langues orientales (Real escuela de lenguas orientales) entre 1818 y 1831, École nationale des Langues orientales vivantes (ENLOV) (Escuela nacional de lenguas orientales vivas) a partir de 1914, y Centre universitaire des Langues orientales vivantes (CULOV) (Centro universitario de lenguas orientales vivas) entre 1968 y 1971, año en el cual adoptó su denominación actual, a causa de la profusión de chistes asociados a las tres primeras letras de su acrónimo previo.
Su presidente desde 2005 es Jacques Legrand.